# Tinthia ruficollaris
Tinthia ruficollaris is een vlinder uit de familie van de wespvlinders (Sesiidae), onderfamilie Tinthiinae.
Tinthia ruficollaris werd voor het eerst wetenschappelijk beschreven door Arnold Pagenstecher in 1900. De soort komt voor in het Oriëntaals gebied.